# Askasrivier (Muonio)
Askasrivier (Zweeds – Fins: Askasjoki) is een rivier annex beek, die stroomt in de Zweedse  gemeente Kiruna. De rivier is een van de bronrivieren van de Kaarerivier. Rivieren is deze omgeving zijn nauwelijks zichtbaar aangezien ze door een moeras heen moeten stromen. De Askasrivier stroomt parallel aan de Europese weg 45. Ze is ongeveer vijf kilometer lang.
Afwatering: Askasrivier → Kaarerivier →  Muonio → Torne → Botnische Golf